# Hamburger SV in het seizoen 2023/24
Het seizoen 2023/24 was het zesde achtereenvolgende seizoen van de Duitse voetbalclub Hamburger SV in de 2e Bundesliga. Waar het de 55 jaar daarvoor actief was in de Bundesliga.De club eindigde dit seizoen op de vierde plaats. In de DFB-Pokal werd men in de achtste finale na strafschoppen uitgeschakeld door Hertha BSC.

## Selectie
| Nr.                            | Naam                   | Nationaliteit         | Contract tot | Vorige club            |
| ------------------------------ | ---------------------- | --------------------- | ------------ | ---------------------- |
| Doelmannen                     |                        |                       |              |                        |
| 1                              | Daniel Heuer Fernandes | Portugal              | 2024         | Darmstadt              |
| 12                             | Tom Mickel             | Duitsland             | 2023         | Greuther Fürth         |
| 19                             | Matheo Raab            | Duitsland             | 2026         | Kaiserslautern         |
| Verdedigers                    |                        |                       |              |                        |
| 2                              | William Mikelbrencis   | Frankrijk             | 2026         | FC Metz                |
| 3                              | Moritz Heyer           | Duitsland             | 2026         | VfL Osnabrück          |
| 4                              | Sebastian Schonlau     | Duitsland             | 2026         | SC Paderborn           |
| 5                              | Dennis Hadzikadunic    | Bosnië en Herzegovina | 2024         | FK Rostov              |
| 13                             | Guilherme Ramos        | Portugal              | 2026         | Arminia Bielefeld      |
| 22                             | Ignace Van der Brempt  | België                | 2024         | Red Bull Salzburg      |
| 28                             | Miro Muheim            | Zwitserland           | 2025         | FC St. Gallen          |
| 33                             | Noah Katterbach        | Duitsland             | 2027         | 1. FC Köln             |
| 35                             | Stephan Ambrosius      | Ghana                 | 2024         | Hamburger SV II        |
| Middenvelders                  |                        |                       |              |                        |
| 6                              | Lukasz Poręba          | Polen                 | 2024         | RC Lens                |
| 8                              | László Bénes           | Slowakije             | 2026         | Bor. Mönchengladbach   |
| 10                             | Immanuel Pherai        | Nederland             | 2027         | Eintracht Braunschweig |
| 14                             | Ludovit Reis           | Nederland             | 2026         | FC Barcelona B         |
| 17                             | Masaya Okugawa         | Japan                 | 2024         | FC Augsburg            |
| 21                             | Levin Öztunalı         | Duitsland             | 2023         | Union Berlin           |
| 23                             | Jonas Meffert          | Duitsland             | 2024         | Holstein Kiel          |
| 36                             | Anssi Suhonen          | Finland               | 2026         | Hamburger SV –19       |
| Aanvallers                     |                        |                       |              |                        |
| 9                              | Robert Glatzel         | Duitsland             | 2027         | Cardiff                |
| 11                             | Ransford Königsdörffer | Ghana                 | 2026         | Dynamo Dresden         |
| 18                             | Bakery Jatta           | Gambia                | 2029         | Hamburger SV II        |
| 20                             | András Németh          | Hongarije             | 2026         | KRC Genk               |
| 27                             | Jean-Luc Dompé         | Frankrijk             | 2025         | Zulte Waregem          |
| Bijgewerkt tot 26 februar 2024 |                        |                       |              |                        |

|  | Reden                            |
|  | -------------------------------- |
|  | Speelt op huurbasis bij de club. |

## Technische Staf
| Naam                       | Nationaliteit | Functie           | Contract tot | Vorige club    |
| -------------------------- | ------------- | ----------------- | ------------ | -------------- |
| Steffen Baumgart           | Duitsland     | Hoofdtrainer      | 2025         | 1. FC Köln     |
| Merlin Polzin              | Duitsland     | Assistent-trainer | Onbekend     | VfL Osnabrück  |
| René Wagner                | Duitsland     | Assistent-trainer | 2025         | 1. FC Köln     |
| Loïc Favé                  | Frankrijk     | Assistent-trainer | 2024         | FC Basel       |
| Sven Höh                   | Duitsland     | Keeperstrainer    | 2028         | Kaiserslautern |
| Bijgewerkt tot 12 mei 2024 |               |                   |              |                |

## Transfers
Hamburgers SV had gedurende het seizoen negen inkomende transfers met daarbij vijf aankopen en vier gehuurde spelers. Onder de aankopen bevond zich de Nederlander Immanuel Pherai die daarmee de 16e Nederland bij de Duitse club werd. Veertien spelers verlieten de club met daarbij vijf spelers die daadwerkelijk door een andere club werden overgenomen. Daarnaast liep van twee spelers het huurcontract ten einde. De rest werd verhuurd waaronder een aantal jongere spelers zoals Valon Zumberi en Jonas David om ten behoeve van hun ontwikkeling speelminuten te gaan maken. 

### Zomer
In het vorige seizoen was Hamburger SV met 45 doelpunten de ploeg met de meeste tegentreffers uit de top vijf van de 2. Bundesliga. Sinds de degradatie had men alleen in het seizoen 2019/20 (46) meer tegendoelpunten moeten incasseren. Door het vertrek van Javier Montero en de dopingschorsing van Mario Vuskovic was Sebastian Schonlau de enige overgebleven centrale verdediger in de selectie. In de zomer van 2023 lag de focus op het aantrekken van verdedigers. Allereerst werd Stephan Ambrosius teruggehaald van zijn verhuurperiode bij Karlsruher SC.  Daarnaast werd de Portugees Guilherme Ramos overgenomen van Arminia Bielefeld. Als derde optie voor de positie van centrale verdediger werd de Zweedse Bosniër Dennis Hadzikadunic gehuurd van het Russische FK Rostov. Voor de rechterkant in de verdediging werd de Belg Ignace Van der Brempt gehuurd van Red Bull Salzburg. Ten slotte werd de Pool Lukasz Poręba als verdedigende middenvelder gehuurd van RC Lens.

#### Aangetrokken 2023/24
| Nat.                           | Naam                  | Van                    | Bijzonderheden |
| ------------------------------ | --------------------- | ---------------------- | -------------- |
| Vlag van Duitsland             | Stephan Ambrosius     | Karlsruher SC          | Einde verhuur  |
| Vlag van Nederland             | Immanuel Pherai       | Eintracht Braunschweig |                |
| Vlag van Duitsland             | Levin Öztunalı        | Union Berlin           | Transfervrij   |
| Vlag van Portugal              | Guilherme Ramos       | Arminia Bielefeld      | Transfervrij   |
| Vlag van België                | Ignace Van der Brempt | Red Bull Salzburg      | Huur           |
| Vlag van Bosnië en Herzegovina | Dennis Hadzikadunic   | FK Rostov              | Huur           |
| Vlag van Polen                 | Lukasz Poręba         | RC Lens                | Huur           |

#### Vertrokken 2023/24
| Nat.               | Naam            | Naar            | Bijzonderheden |
| ------------------ | --------------- | --------------- | -------------- |
| Vlag van Duitsland | Jonas David     | Hansa Rostock   | Verhuurd       |
| Vlag van Zweden    | Marko Johansson | Halmstads BK    | Verhuurd       |
| Vlag van Duitsland | Maximilian Rohr | SC Paderborn    |                |
| Vlag van Duitsland | Robin Meißner   | Dynamo Dresden  | Transfervrij   |
| Vlag van Duitsland | Filip Bilbija   | SC Paderborn    |                |
| Vlag van Duitsland | Sonny Kittel    | Rakow           | Transfervrij   |
| Vlag van Engeland  | Xavier Amaechi  | 1.FC Magdeburg  | -              |
| Vlag van Duitsland | Ogechika Heil   | Preußen Münster | Transfervrij   |
| Vlag van Spanje    | Javi Montero    | Besiktas        | Einde huur     |
| Vlag van Duitsland | Noah Katterbach | 1.FC Köln       | Einde huur     |

### Winter
Ondanks het aantrekken van een aantal verdedigers bleek Hamburger SV in de winterstop nog steeds een van de teams uit de Top 5 met de meeste tegendoelpunten. Langdurige blessures van onder andere Sebastian Schonlau zorgde ervoor dat in de winterse transferwindow opnieuw de focus lag op het versterken van de verdediging. Allereerst werd de Japanner Masaya Okugawa voor de rest van het seizoen gehuurd van FC Augsburg. De in het vorig seizoen gehuurde Noah Katterbach van 1. FC Köln werd ter versterking van de achterhoede overgenomen.

#### Aangetrokken 2023/24
| Nat.               | Naam            | Van         | Bijzonderheden |
| ------------------ | --------------- | ----------- | -------------- |
| Vlag van Duitsland | Noah Katterbach | 1. FC Köln  |                |
| Vlag van Japan     | Masaya Okugawa  | FC Augsburg | Huur           |

#### Vertrokken 2023/24
| Nat.               | Naam            | Naar            | Bijzonderheden |
| ------------------ | --------------- | --------------- | -------------- |
| Vlag van Duitsland | Valon Zumberi   | FC Schaffhausen | Huur           |
| Vlag van Zweden    | Marko Johansson | Hansa Rostock   | Huur           |

## Samenvatting seizoen

### Voorbereiding
Op 30 juni vond de eerste training van het seizoen plaats. Drie dagen later werd de eerste oefenwedstrijd tegen de amateurs van FC Verden 04  moeizaam met 2-3 gewonnen. Op 6 juli volgde een trainingskamp in Kitzbühel. Men speelde in Oostenrijk gelijk tegen de de zesvoudig Tsjechisch kampioen Vikoria Plzen (2-2)  en men verloor van Oostenrijkse kampioen Red Bull Salzburg (1-4). De oefencampagne werd afgesloten met een 2-1 verloren wedstrijd in het Ibrox Stadium in Glasgow tegen Rangers FC. In de in totaal vier oefenwedstrijden werden 11 tegendoelpunten geïncasseerd. 

### Eerste seizoenshelft
Hamburger SV kende een goede start van het seizoen. In de eerste vijf wedstrijden werd enkel tegen Karlsruher SC (2-2) gelijkgespeeld. De overige wedstrijden werden omgezet in een overwinning. Op de zesde speeldag liep de ploeg in de uitwedstrijd tegen het gepromoveerde SV Elversberg (2-1) tegen hun eerste nederlaag aan. Een week later gevolgd door een nederlaag in de uitwedstrijd tegen de andere promovendus VfL Osnabrück (2-1). In de daaropvolgende weken werden de thuiswedstrijden in het eigen Volksparkstadion gewonnen maar op vreemde bodem werd geen overwinning meer behaald waarbij de 4-2 nederlaag in Kiel tegen medeconcurrent voor promotie Holstein Kiel in het oog sprong. Hamburger SV ging met vier punten achterstand op Kiel en aartsrivaal FC St. Pauli op de derde plaats de winterstop in. Dit gaf de nodige druk op trainer Tim Walter. Aanvoerder Sebastian Schonlau kwam vanwege een in de voorbereiding opgelopen blessure maar 4 wedstrijden in actie voor de winterstop.

### Tweede seizoenshelft
Hamburger SV kende een wisselvallige start na de winterstop. Na een 0-2 overwinning in Gelsenkirchen tegen Schalke 04 werd met 3-4 in eigen huis tegen middenmoter Karlsruher SC verloren. Na deze nederlaag volgde een 1-2 uitoverwinning op Hertha BSC. Na deze wedstrijd greep Tim Walter in en verving hij zijn vaste doelman Daniel Heuer Fernandes door tweede keeper Matheo Raab. Dit mocht niet baten omdat er met 3-4 in het Volksparkstadion werd verloren van Hannover 96. Twee dagen later werd op 12 februari trainer Tim Walter en zijn assistenten wegens de tegenvallende resultaten ontslagen.
Op 20 februari werd de kort daarvoor bij 1. FC Köln ontslagen Steffen Baumgart als opvolger van Walter gepresenteerd. Zijn debuut met de 1-0 thuisoverwinning op SV Elversberg beloofde beterschap. Niets was minder waar omdat Baumgart de ploeg niet stabiel kon krijgen met als dieptepunt de 1-2 nederlaag in de thuiswedstrijd tegen VfL Osnabrück. Door de wisselvallige resultaten zakte Hamburger SV na de 27e competitieronde naar de vierde plaats. Het lukte daarna niet om een aantal wedstrijden op rij te winnen waardoor de directe promotieplaatsen uit het zicht verdwenen. Op de 33e speeldag werd met 1-0 verloren van SC Paderborn waardoor de derde plaats buiten bereik was en Hamburger SV in de 2. Bundesliga bleef. Men eindigde uiteindelijk op de vierde plaats waardoor men voor de zevende keer op rij promotie naar de Bundesliga misliep. Als gevolg van de slechte resultaten werd technisch directeur Jonas Boldt twee dagen na de laatste speelronde na een periode van vijf jaar ontslagen en opgevolgd door Stefan Kuntz.

### DFB-Pokal
Hamburger SV had in de eerste ronde grote moeite met het in de 3. Liga uitkomende Rot-Weiss Essen. Na 90 minuten voetballen stond het mede door twee doelpunten van Bakery Jatta 3-3 waarna László Bénes in de verlenging de winnende vierde treffer op het scorebord bracht. In de tweede ronde speelde men tegen het eveneens in de 3. Liga uitkomende Arminia Bielefeld. Na een 1-1 eindstand lukte het Hamburger SV mede door doelman Matheo Raab via strafschoppen in de achtste finale te komen. Loting koppelde de ploeg van Tim Walter aan Hertha BSC. In de uitwedstrijd in Berlijn draaide het na een 3-3 eindstand wederom uit op een penaltyreeks. Dit keer trok Hamburger SV mede door een gemiste strafschop van Ransford Königsdörffer aan het kortste eind waardoor de ploeg voor de DFB-Pokal werd uitgeschakeld.  

## Bijzonderheden
- In september bereikte Hamburger SV de grens van 100.000 leden;[31]
- In november nam hoofd jeugdopleiding Horst Hrubesch naast zijn rol bij Hamburger SV de taken over van Martina Voss als bondscoach bij het Duitse nationale vrouwen voetbalelftal.[32] Hij kwalificeerde zich met de Duitse ploeg voor de Olympische Spelen in Parijs;[33]
- In maart speelde Bakkery Jatta tijdens de wedstrijd tegen Wehen Wiesbaden zijn 200ste officiële wedstrijd voor Hamburger SV.[34]
- In mei werd Horst Hrubesch wegens zijn verdiensten voor het Duitse voetbal in de Duitse Wall of Fame opgenomen.[35]
- Gedurende het seizoen werden de contracten van Bakery Jatta (2029), Daniel Heuer Fernandes (2026), Sebastian Schonlau (2026), Robert Glatzel (2025) Jonas Meffert (2025) en Miro Muheim vroegtijdig verlengt.[36][37][38][39][40][41]
- Vanwege het mislopen van de promotie en de overgang van FC St. Pauli en Holstein Kiel naar de Bundesliga werd Hamburger SV de club die het langst onafgebroken in de 2. Bundesliga actief is.[42]

## Clubstatistieken

### Eindstand Hamburger SV in de 2. Bundesliga
| Stand | Gespeeld | Gewonnen | Gelijk | Verloren | Punten | Doelpunten voor | Doelpunten tegen | Gele kaarten | 2× Geel > Rood | Rode kaarten |
| ----- | -------- | -------- | ------ | -------- | ------ | --------------- | ---------------- | ------------ | -------------- | ------------ |
| 4e    | 34       | 1        | 7      | 10       | 58     | 64              | 44               | 72           | 2              | 4            |

### Stand, punten en doelpunten per speelronde
| Trainer   | wedstrijd 1-20 :Tim Walter / wedstrijd 22 : Merlin Polzin / wedstrijd 23- : Steffen Baumgart | wedstrijd 1-20 :Tim Walter / wedstrijd 22 : Merlin Polzin / wedstrijd 23- : Steffen Baumgart | wedstrijd 1-20 :Tim Walter / wedstrijd 22 : Merlin Polzin / wedstrijd 23- : Steffen Baumgart | wedstrijd 1-20 :Tim Walter / wedstrijd 22 : Merlin Polzin / wedstrijd 23- : Steffen Baumgart | wedstrijd 1-20 :Tim Walter / wedstrijd 22 : Merlin Polzin / wedstrijd 23- : Steffen Baumgart | wedstrijd 1-20 :Tim Walter / wedstrijd 22 : Merlin Polzin / wedstrijd 23- : Steffen Baumgart | wedstrijd 1-20 :Tim Walter / wedstrijd 22 : Merlin Polzin / wedstrijd 23- : Steffen Baumgart | wedstrijd 1-20 :Tim Walter / wedstrijd 22 : Merlin Polzin / wedstrijd 23- : Steffen Baumgart | wedstrijd 1-20 :Tim Walter / wedstrijd 22 : Merlin Polzin / wedstrijd 23- : Steffen Baumgart | wedstrijd 1-20 :Tim Walter / wedstrijd 22 : Merlin Polzin / wedstrijd 23- : Steffen Baumgart | wedstrijd 1-20 :Tim Walter / wedstrijd 22 : Merlin Polzin / wedstrijd 23- : Steffen Baumgart | wedstrijd 1-20 :Tim Walter / wedstrijd 22 : Merlin Polzin / wedstrijd 23- : Steffen Baumgart | wedstrijd 1-20 :Tim Walter / wedstrijd 22 : Merlin Polzin / wedstrijd 23- : Steffen Baumgart | wedstrijd 1-20 :Tim Walter / wedstrijd 22 : Merlin Polzin / wedstrijd 23- : Steffen Baumgart | wedstrijd 1-20 :Tim Walter / wedstrijd 22 : Merlin Polzin / wedstrijd 23- : Steffen Baumgart | wedstrijd 1-20 :Tim Walter / wedstrijd 22 : Merlin Polzin / wedstrijd 23- : Steffen Baumgart | wedstrijd 1-20 :Tim Walter / wedstrijd 22 : Merlin Polzin / wedstrijd 23- : Steffen Baumgart | wedstrijd 1-20 :Tim Walter / wedstrijd 22 : Merlin Polzin / wedstrijd 23- : Steffen Baumgart | wedstrijd 1-20 :Tim Walter / wedstrijd 22 : Merlin Polzin / wedstrijd 23- : Steffen Baumgart | wedstrijd 1-20 :Tim Walter / wedstrijd 22 : Merlin Polzin / wedstrijd 23- : Steffen Baumgart | wedstrijd 1-20 :Tim Walter / wedstrijd 22 : Merlin Polzin / wedstrijd 23- : Steffen Baumgart | wedstrijd 1-20 :Tim Walter / wedstrijd 22 : Merlin Polzin / wedstrijd 23- : Steffen Baumgart | wedstrijd 1-20 :Tim Walter / wedstrijd 22 : Merlin Polzin / wedstrijd 23- : Steffen Baumgart | wedstrijd 1-20 :Tim Walter / wedstrijd 22 : Merlin Polzin / wedstrijd 23- : Steffen Baumgart | wedstrijd 1-20 :Tim Walter / wedstrijd 22 : Merlin Polzin / wedstrijd 23- : Steffen Baumgart | wedstrijd 1-20 :Tim Walter / wedstrijd 22 : Merlin Polzin / wedstrijd 23- : Steffen Baumgart | wedstrijd 1-20 :Tim Walter / wedstrijd 22 : Merlin Polzin / wedstrijd 23- : Steffen Baumgart | wedstrijd 1-20 :Tim Walter / wedstrijd 22 : Merlin Polzin / wedstrijd 23- : Steffen Baumgart | wedstrijd 1-20 :Tim Walter / wedstrijd 22 : Merlin Polzin / wedstrijd 23- : Steffen Baumgart | wedstrijd 1-20 :Tim Walter / wedstrijd 22 : Merlin Polzin / wedstrijd 23- : Steffen Baumgart | wedstrijd 1-20 :Tim Walter / wedstrijd 22 : Merlin Polzin / wedstrijd 23- : Steffen Baumgart | wedstrijd 1-20 :Tim Walter / wedstrijd 22 : Merlin Polzin / wedstrijd 23- : Steffen Baumgart | wedstrijd 1-20 :Tim Walter / wedstrijd 22 : Merlin Polzin / wedstrijd 23- : Steffen Baumgart | wedstrijd 1-20 :Tim Walter / wedstrijd 22 : Merlin Polzin / wedstrijd 23- : Steffen Baumgart | wedstrijd 1-20 :Tim Walter / wedstrijd 22 : Merlin Polzin / wedstrijd 23- : Steffen Baumgart | wedstrijd 1-20 :Tim Walter / wedstrijd 22 : Merlin Polzin / wedstrijd 23- : Steffen Baumgart | wedstrijd 1-20 :Tim Walter / wedstrijd 22 : Merlin Polzin / wedstrijd 23- : Steffen Baumgart | wedstrijd 1-20 :Tim Walter / wedstrijd 22 : Merlin Polzin / wedstrijd 23- : Steffen Baumgart |
| Punten    | 3                                                                                            | 1                                                                                            | 3                                                                                            | 3                                                                                            | 3                                                                                            | 0                                                                                            | 0                                                                                            | 3                                                                                            | 1                                                                                            | 3                                                                                            | 1                                                                                            | 3                                                                                            | 0                                                                                            | 3                                                                                            | 1                                                                                            | 0                                                                                            | 3                                                                                            | 3                                                                                            | 0                                                                                            | 3                                                                                            | 0                                                                                            | 1                                                                                            | 3                                                                                            | 0                                                                                            | 0                                                                                            | 3                                                                                            | 1                                                                                            | 3                                                                                            | 1                                                                                            | 0                                                                                            | 3                                                                                            | 3                                                                                            | 0                                                                                            | 3                                                                                            |                                                                                              |                                                                                              |                                                                                              |                                                                                              |
| Totaal    | 3                                                                                            | 4                                                                                            | 7                                                                                            | 10                                                                                           | 13                                                                                           | 13                                                                                           | 13                                                                                           | 16                                                                                           | 17                                                                                           | 20                                                                                           | 21                                                                                           | 24                                                                                           | 24                                                                                           | 27                                                                                           | 28                                                                                           | 28                                                                                           | 31                                                                                           | 34                                                                                           | 34                                                                                           | 37                                                                                           | 37                                                                                           | 38                                                                                           | 41                                                                                           | 41                                                                                           | 41                                                                                           | 44                                                                                           | 45                                                                                           | 48                                                                                           | 49                                                                                           | 49                                                                                           | 52                                                                                           | 55                                                                                           | 55                                                                                           | 58                                                                                           |                                                                                              |                                                                                              |                                                                                              |                                                                                              |
| Stand     | 3e                                                                                           | 2e                                                                                           | 3e                                                                                           | 1e                                                                                           | 1e                                                                                           | 1e                                                                                           | 2e                                                                                           | 2e                                                                                           | 2e                                                                                           | 2e                                                                                           | 3e                                                                                           | 2e                                                                                           | 2e                                                                                           | 2e                                                                                           | 3e                                                                                           | 3e                                                                                           | 3e                                                                                           | 3e                                                                                           | 4e                                                                                           | 2e                                                                                           | 3e                                                                                           | 3e                                                                                           | 3e                                                                                           | 3e                                                                                           | 3e                                                                                           | 3e                                                                                           | 4e                                                                                           | 4e                                                                                           | 4e                                                                                           | 4e                                                                                           | 4e                                                                                           | 4e                                                                                           | 4e                                                                                           | 4e                                                                                           |                                                                                              |                                                                                              |                                                                                              |                                                                                              |
| Goals     | 5                                                                                            | 2                                                                                            | 3                                                                                            | 1                                                                                            | 2                                                                                            | 1                                                                                            | 1                                                                                            | 1                                                                                            | 1                                                                                            | 2                                                                                            | 3                                                                                            | 2                                                                                            | 2                                                                                            | 2                                                                                            | 2                                                                                            | 1                                                                                            | 2                                                                                            | 2                                                                                            | 3                                                                                            | 2                                                                                            | 3                                                                                            | 2                                                                                            | 1                                                                                            | 1                                                                                            | 0                                                                                            | 3                                                                                            | 1                                                                                            | 2                                                                                            | 2                                                                                            | 0                                                                                            | 4                                                                                            | 1                                                                                            | 0                                                                                            | 4                                                                                            |                                                                                              |                                                                                              |                                                                                              |                                                                                              |
| Totaal    | 5                                                                                            | 7                                                                                            | 10                                                                                           | 11                                                                                           | 12                                                                                           | 14                                                                                           | 15                                                                                           | 16                                                                                           | 17                                                                                           | 19                                                                                           | 22                                                                                           | 24                                                                                           | 26                                                                                           | 28                                                                                           | 30                                                                                           | 31                                                                                           | 33                                                                                           | 35                                                                                           | 38                                                                                           | 40                                                                                           | 43                                                                                           | 45                                                                                           | 46                                                                                           | 47                                                                                           | 47                                                                                           | 50                                                                                           | 51                                                                                           | 53                                                                                           | 55                                                                                           | 55                                                                                           | 59                                                                                           | 60                                                                                           | 60                                                                                           | 64                                                                                           |                                                                                              |                                                                                              |                                                                                              |                                                                                              |
| Doelsaldo | +2                                                                                           | +2                                                                                           | +5                                                                                           | +6                                                                                           | +8                                                                                           | +7                                                                                           | +6                                                                                           | +7                                                                                           | +7                                                                                           | +9                                                                                           | +9                                                                                           | +11                                                                                          | +9                                                                                           | +10                                                                                          | +10                                                                                          | +9                                                                                           | +11                                                                                          | +13                                                                                          | +12                                                                                          | +13                                                                                          | +12                                                                                          | +12                                                                                          | +13                                                                                          | +12                                                                                          | +10                                                                                          | +13                                                                                          | +13                                                                                          | +14                                                                                          | +14                                                                                          | +13                                                                                          | +17                                                                                          | +18                                                                                          | +17                                                                                          | +20                                                                                          |                                                                                              |                                                                                              |                                                                                              |                                                                                              |

### Kaarten per speelronde
Met 83 gele kaarten was 1. FC Nürnberg de ploeg met de meeste gele kaarten in de 2. Bundesliga. Hansa Rostock ontving over het gehele seizoen 79 kaarten en werd tweede op de ranglijst. Met 78 kaarten eindigde 1. FC Magdeburg op de derde plaats. Met 72 gele kaarten eindigde Hamburger SV op de 4e plaats. In onderstaand overzicht staan de gele en rode kaarten van Hamburger SV per speelronde. Kaarten uitgereikt aan de staf zijn hierin niet meegenomen.
| Speelronde  | 1 | 2 | 3 | 4  | 5  | 6  | 7  | 8  | 9  | 10 | 11 | 12 | 13 | 14 | 15 | 16 | 17 | 18 | 19 | 20 | 21 | 22 | 23 | 24 | 25 | 26 | 27 | 28 | 29 | 30 | 31 | 32 | 33 | 34 |
| ----------- | - | - | - | -- | -- | -- | -- | -- | -- | -- | -- | -- | -- | -- | -- | -- | -- | -- | -- | -- | -- | -- | -- | -- | -- | -- | -- | -- | -- | -- | -- | -- | -- | -- |
| Gele kaart  | 3 | 2 | 2 | 4  | 2  | 2  | 6  | 3  | 2  | 2  | 4  | 1  | 2  | 1  | 3  | 2  | 5  | 2  | 1  | 2  | 0  | 2  | 2  | 4  | 0  | 1  | 3  | 1  | 0  | 1  | 1  | 2  | 2  | 2  |
| Totaal geel | 3 | 5 | 7 | 11 | 13 | 15 | 21 | 24 | 26 | 28 | 32 | 33 | 35 | 36 | 39 | 41 | 46 | 48 | 49 | 51 | 51 | 53 | 55 | 59 | 59 | 60 | 63 | 64 | 64 | 65 | 66 | 68 | 70 | 73 |
| Rode kaart  | 0 | 0 | 0 | 1  | 0  | 0  | 0  | 0  | 0  | 0  | 0  | 0  | 0  | 0  | 0  | 1  | 0  | 0  | 0  | 0  | 2  | 0  | 0  | 0  | 1  | 0  | 0  | 0  | 1  | 0  | 0  | 0  | 0  | 0  |
| Totaal rood | 0 | 0 | 0 | 1  | 1  | 1  | 1  | 1  | 1  | 1  | 1  | 1  | 1  | 1  | 1  | 2  | 2  | 2  | 2  | 2  | 4  | 4  | 4  | 4  | 5  | 5  | 5  | 5  | 6  | 6  | 6  | 6  | 6  | 6  |

[2× geel wordt in dit schema gezien als één rode kaart.]

### Toeschouwersaantallen
Met 1.046.149 toeschouwers in de Veltins-Arena kreeg Schalke 04 de meeste mensen in de 2. Bundesliga binnen dit seizoen. Hamburger SV eindigde op een tweede plaats. Men had 951.312 toeschouwers in het Volksparkstadion te gast had. Men had hiermee een bezettingsgraad van 98,2 %. Er werd negen keer voor een uitverkocht huis gespeeld. De wedstrijd tegen Karlsruher SC was met 51.776 het minst bezochte duel deze jaargang. Op de derde plaats eindigde Hertha BSC met een aantal van 865.265. In onderstaand overzicht staan de toeschouwersaantallen van Hamburger SV in zowel de thuis- als uitwedstrijden.
| Tegenstander       | Hertha BSC | Eintracht Braunschweig | Fortuna Düsseldorf | SV Elversberg | SpVgg Greuther Fürth | Hannover 96 | 1. FC Kaiserslautern | Karlsruher SC | Holstein Kiel | 1. FC Magdeburg | 1. FC Nürnberg | VFL Osnabrück | SC Paderborn 07 | FC Hansa Rostock | FC Schalke 04 | FC St. Pauli | SV Wehen Wiesbaden | Totaal  |
| ------------------ | ---------- | ---------------------- | ------------------ | ------------- | -------------------- | ----------- | -------------------- | ------------- | ------------- | --------------- | -------------- | ------------- | --------------- | ---------------- | ------------- | ------------ | ------------------ | ------- |
| Hamburger SV thuis | 57.000     | 55.879                 | 56.100             | 54.190        | 55.800               | 57.000      | 57.000               | 51.776        | 57.000        | 56.800          | 57.000         | 57.000        | 52.244          | 57.000           | 57.000        | 57.000       | 55.523             | 951.312 |
| Hamburger SV uit   | 58.013     | 22.167                 | 52.000             | 10.150        | 15.835               | 49.000      | 49.327               | 33.000        | 15.034        | 27.090          | 41.276         | 15.741        | 15.000          | 27.500           | 61.992        | 29.153       | 12.100             | 534.378 |

### Strafschoppen
Met drie benutte strafschoppen was László Bénes de succesvolste speler van Hamburger SV vanaf elfmeter. In de wedstrijd tegen Wehen Wiesbaden mistte hij. Cedric Teuchert (Hannover 96) was de meest trefzekerste penaltynemer dit seizoen. Hij wist er zes raak te schieten. In onderstaand overzicht staan de statistieken op het gebied van strafschoppen. Zowel voor als tegen Hamburger SV.
| Penalty's    | Penalty's gescoord | Penalty's gemist | Penalty's totaal | Gescoord door:                          | Gemist door: (Gepakt door:)          |
| ------------ | ------------------ | ---------------- | ---------------- | --------------------------------------- | ------------------------------------ |
| Hamburger SV | 4                  | 1                | 5                | 3: Bénes 2: Glatzel                     | 1: Bénes (Stritzel) 1: Reis (Vasilj) |
| Tegenstander | 4                  | 1                | 3                | 2: El Hankouri 1: Skrzybski 1: Cuisance | 1: Hrgota (Heuer Fernandesl)         |

 * Clubstatistieken bijgewerkt tot 21 mei 2024.

## Spelersstatistieken

### Topscorers
Robert Glatzel werd met 22 competitiedoelpunten clubtopscorer. Hij eindigde hiermee samen met Haris Tabaković (Hertha BSC) en Christos Tzolis (Fortuna Düsseldorf) op de eerste plaats van de topscorersklassement van dit seizoen. László Bénes gaf dit seizoen 11 assists waaruit werd gescoord in de competitie. Hij kwam daarmee samen met Fabian Reese (Hertha BSC) op de tweede plaats. Marcel Hartel (FC St. Pauli) gaf 12 assist en hij kwam daarmee op de eerste plaats. In onderstaand overzicht zijn alle spelers van Hamburger SV weergegeven die gescoord en/of een assist hebben gegeven dit seizoen in zowel de competitie als de beker. De lijst is gerangschikt op het aantal doelpunten gevolgd door het aantal assists.
| #   | Naam                   | Doelpunten    | Doelpunten | Doelpunten | Assists       | Assists   | Assists |
| #   | Naam                   | 2. Bundesliga | DFB-Pokal  | Totaal     | 2. Bundesliga | DFB-Pokal | Totaal  |
| --- | ---------------------- | ------------- | ---------- | ---------- | ------------- | --------- | ------- |
| 1.  | Robert Glatzel         | 22            | 1          | 23         | 7             | 1         | 8       |
| 2.  | László Bénes           | 13            | 2          | 15         | 11            | 1         | 12      |
| 3.  | Miro Muheim            | 5             | 0          | 5          | 5             | 1         | 6       |
| 4.  | Bakery Jatta           | 5             | 3          | 8          | 4             | 0         | 4       |
| 5.  | Immanuel Pherai        | 3             | 1          | 4          | 5             | 0         | 5       |
| 6.  | Ransford Königsdörffer | 2             | 1          | 3          | 4             | 0         | 4       |
| 7.  | Ludovit Reis           | 3             | 0          | 3          | 3             | 0         | 3       |
| 8.  | Jean-Luc Dompé         | 3             | 0          | 3          | 7             | 0         | 7       |
| 9.  | Lukasz Poręba          | 2             | 0          | 2          | 3             | 0         | 3       |
| 10. | Jonas Meffert          | 2             | 0          | 2          | 2             | 0         | 2       |
| 11. | Dennis Hadzikadunic    | 1             | 0          | 1          | 0             | 0         | 0       |
| 12. | Moritz Heyer           | 1             | 0          | 1          | 0             | 0         | 0       |
| 13. | Sebastian Schonlau     | 1             | 0          | 1          | 0             | 0         | 0       |
| 14. | Guilherme Ramos        | 1             | 0          | 1          | 0             | 0         | 0       |
| 15. | Ignace Van der Brempt  | 0             | 0          | 0          | 4             | 0         | 4       |
| 16. | András Németh          | 0             | 0          | 0          | 0             | 1         | 1       |
| 17. | Anssi Suhonen          | 0             | 0          | 0          | 1             | 0         | 1       |

### Gele en Rode kaarten
Dave Gnaase (VfL Osnabrück) was met 14 gele kaarten de speler met het hoogste aantal dit seizoen in de 2. Bundesliga. Op de tweede plaats stond Damian Rossbach (Hansa Rostock) met 11 keer geel. Gevolgd door vier spelers met in totaal 10 gele kaarten waarvan Jonas Meffert er één was. Hamburger SV kreeg dit seizoen 6 rode kaarten hiervan waren er vier directe rode kaarten. Guilherme Ramos nam hiervan twee voor zijn rekening. Miro Muheim en László Bénes de andere twee. Dennis Hadzikadunic en Mortiz Heyer werd beide met 2x geel van het veld gestuurd. In onderstaand overzicht staan alle spelers/trainers van Hamburger SV die een gele en/of rode kaart hebben ontvangen. Dit in zowel de competitie als de beker. De lijst is gerangschikt op het aantal gele kaarten gevolgd door het aantal rode kaarten.
| #   | Naam                   | Gele kaart    | Gele kaart | Gele kaart | Rode kaart    | Rode kaart | Rode kaart |
| #   | Naam                   | 2. Bundesliga | DFB-Pokal  | Totaal     | 2. Bundesliga | DFB-Pokal  | Totaal     |
| --- | ---------------------- | ------------- | ---------- | ---------- | ------------- | ---------- | ---------- |
| 1.  | Jonas Meffert          | 10            | 1          | 11         | 0             | 0          | 0          |
| 2.  | Miro Muheim            | 7             | 1          | 8          | 1             | 0          | 1          |
| 3.  | Dennis Hadzikadunic *  | 6             | 1          | 7          | 1             | 0          | 1          |
| 4.  | Guilherme Ramos        | 5             | 2          | 7          | 2             | 0          | 2          |
| 5.  | Bakery Jatta           | 6             | 1          | 7          | 0             | 0          | 0          |
| 6.  | Moritz Heyer **        | 6             | 0          | 6          | 1             | 0          | 1          |
| 7.  | Ransford Königsdörffer | 3             | 2          | 5          | 0             | 0          | 0          |
| 8.  | Immanuel Pherai        | 4             | 1          | 5          | 0             | 0          | 0          |
| 9.  | László Bénes           | 4             | 0          | 4          | 1             | 0          | 1          |
| 10. | Ignace Van der Brempt  | 3             | 1          | 4          | 0             | 0          | 0          |
| 11. | Ludovit Reis           | 4             | 0          | 4          | 0             | 0          | 0          |
| 12. | Stephan Ambrosius      | 2             | 1          | 3          | 0             | 0          | 0          |
| 13. | Jean-Luc Dompé         | 3             | 0          | 3          | 0             | 0          | 0          |
| 14. | Robert Glatzel         | 1             | 2          | 3          | 0             | 0          | 0          |
| 15. | William Mikelbrencis   | 3             | 0          | 3          | 0             | 0          | 0          |
| 16. | Lukasz Poręba          | 2             | 0          | 2          | 0             | 0          | 0          |
| 17. | Steffen Baumgart       | 1             | 0          | 1          | 0             | 0          | 0          |
| 18. | Daniel Heuer Fernandes | 1             | 0          | 1          | 0             | 0          | 0          |
| 19. | Noah Katterbach        | 1             | 0          | 1          | 0             | 0          | 0          |
| 20. | Levin Öztunalı         | 1             | 0          | 1          | 0             | 0          | 0          |
| 21. | Elijah Krahn           | 0             | 1          | 1          | 0             | 0          | 0          |

* Twee keer geel tijdens de uitwedstrijd tegen Hansa Rostock.
** Twee keer geel tijdens de uitwedstrijd tegen Fortuna Düsseldorf.

#### Spelerstatistieken 2. Bundesliga
De doelmannen Nikola Vasilj (FC St. Pauli), Ron-Robert Zieler (Hannover 96), Dominik Reimann (1. FC Magdeburg) en Florian Stritzel (SV Wehen Wiesbaden) zijn de enige vier spelers die alle competitiewedstrijden in het seizoen 2023/24 vanaf de eerste tot de laatste minuut hebben gespeeld. Ze speelden 3.600 minuten. Jonas Meffert was met 2.825 minuten de speler binnen de selectie van Hamburger met de meeste speeltijd in de competitie. Hij eindigde in het overallklassement op de 24e plaats. In onderstaand overzicht staan alle spelers die één minuut en meer in actie kwamen in het seizoen 2023/24. Dit voor zowel de competitie en/of het bekertoernooi.
| #   | Naam                   | Minuten       | Minuten   | Minuten | Wedstrijden | Wedstrijden | Wedstrijden |
| #   | Naam                   | 2. Bundesliga | DFB-Pokal | Totaal  | Basis       | Invaller    | Totaal      |
| --- | ---------------------- | ------------- | --------- | ------- | ----------- | ----------- | ----------- |
| 1.  | Jonas Meffert          | 2825'         | 120'      | 2945'   | 33          | 0           | 33          |
| 2.  | Robert Glatzel         | 2637'         | 226'      | 2863'   | 31          | 3           | 35          |
| 3.  | László Bénes           | 2306'         | 360'      | 2666'   | 29          | 1           | 30          |
| 4.  | Miro Muheim            | 2212'         | 360'      | 2572'   | 29          | 2           | 31          |
| 5.  | Bakery Jatta           | 2273'         | 237'      | 2510'   | 27          | 8           | 35          |
| 6.  | Dennis Hadzikadunic    | 1933'         | 330'      | 2263'   | 25          | 2           | 27          |
| 7.  | Immanuel Pherai        | 1939'         | 217'      | 2156'   | 24          | 7           | 31          |
| 8.  | Ignace Van der Brempt  | 1780'         | 120'      | 1900'   | 23          | 1           | 24          |
| 9.  | Daniel Heuer Fernandes | 1800'         | 0'        | 1800'   | 20          | 0           | 20          |
| 10. | Ludovit Reis           | 1782'         | 0'        | 1782'   | 22          | 3           | 25          |
| 11. | Guilherme Ramos        | 1557'         | 224'      | 1781'   | 20          | 4           | 25          |
| 12. | Jean-Luc Dompé         | 1594'         | 81'       | 1675'   | 18          | 11          | 29          |
| 13. | Ransford Königsdörffer | 1469'         | 187'      | 1656'   | 17          | 16          | 33          |
| 14. | Matheo Raab            | 1260'         | 360'      | 1620'   | 17          | 0           | 17          |
| 15. | Sebastian Schonlau     | 1291'         | 61'       | 1352'   | 16          | 1           | 17          |
| 16. | Stephan Ambrosius      | 1205'         | 105'      | 1310'   | 13          | 7           | 20          |
| 17. | Levin Öztunalı         | 651'          | 285'      | 936'    | 11          | 11          | 22          |
| 18. | Lukasz Poręba          | 654'          | 102'      | 756'    | 8           | 10          | 18          |
| 19. | András Németh          | 560'          | 195'      | 755'    | 6           | 25          | 31          |
| 20. | Moritz Heyer           | 640'          | 50'       | 690'    | 5           | 14          | 19          |
| 21. | William Mikelbrencis   | 390'          | 218'      | 608'    | 6           | 2           | 8           |
| 22. | Anssi Suhonen          | 247'          | 0'        | 247'    | 2           | 6           | 8           |
| 23. | Noah Katterbach*       | 222'          | 0'        | 222'    | 3           | 3           | 6           |
| 22. | Nicolas Oliveira**     | 164'          | 22'       | 186'    | 1           | 4           | 5           |
| 23. | Masaya Okugawa*        | 102'          | 0'        | 102'    | 0           | 8           | 8           |
| 24. | Elijah Krahn**         | 0'            | 100'      | 100'    | 1           | 5           | 6           |
| 25. | Omar Megeed**          | 0'            | 0'        | 0'      | 0           | 1           | 1           |

* Speler speelde alleen de tweede seizoenshelft bij de club.
** Speler vanuit de selectie van Hamburger SV II.

### Doelmannen
Timon Weiner (Holstein Kiel) was dit seizoen de keeper met de meeste clean sheets in de 2. Bundesliga. Hij hield in totaal 14x zijn doelschoon. Op de tweede plaats stond Jonas Urbig van Greuther Fürth. Met 10 wedstrijden zonder tegendoelpunten stonden Florian Kastenmeier (Fortuna Düsseldorf) en Nikola Vasilj (FC St. Pauli) op de derde plaats. In onderstaand overzicht staan de statistieken van de twee doelmannen die zijn ingezet dit seizoen.
| #  | Naam                   | 2. Bundesliga | 2. Bundesliga    | 2. Bundesliga   | 2. Bundesliga              | DFB-Bokal   | DFB-Bokal        | DFB-Bokal       | DFB-Bokal                  |
| #  | Naam                   | Wedstrijden   | Doelpunten tegen | De nul gehouden | Strafschoppen niet in doel | Wedstrijden | Doelpunten tegen | De nul gehouden | Strafschoppen niet in doel |
| -- | ---------------------- | ------------- | ---------------- | --------------- | -------------------------- | ----------- | ---------------- | --------------- | -------------------------- |
| 1. | Daniel Heuer Fernandes | 20            | 27               | 8x              | 2/1                        | 0           | 0                | 0×              | 0/0                        |
| 2. | Matheo Raab            | 14            | 17               | 4x              | 1/1                        | 2           | 4                | 0×              | 0/0                        |

### Statistieken aller tijden voor Hamburger SV
Vanwege hun debuut dit seizoen kwamen Immanuel Pherai, Dennis Hadzikadunic, Guilherme Ramos, Ignace Van der Brempt, Levin Öztunalı, Lukasz Poręba en Masaya Okugawa binnen op de ranglijst aller tijden van Hamburger SV. Manfred Kaltz is de speler die meeste wedstrijden voor Hamburger SV heeft gespeeld. In de periode van 1971-1989 en 1990-1991 kwam hij in totaal 742 keer in actie. Uwe Seeler is de overall clubtopscorer van Hamburger SV. Tussen 1953 en 1972 maakte hij 496 doelpunten. In onderstaand staat een overzicht van alle spelers uit de huidige selectie met het aantal gespeelde wedstrijden en gemaakte doelpunten gedurende hun verblijf bij Hamburger SV.
| #   | Naam                   | Wedstrijden | Wedstrijden | Wedstrijden | Wedstrijden | Wedstrijden | Doelpunten | Doelpunten | Doelpunten | Doelpunten | Doelpunten |
| #   | Naam                   | Competitie  | Beker       | Play-offs   | Europa      | Totaal      | Competitie | Beker      | Play-offs  | Europa     | Totaal     |
| --- | ---------------------- | ----------- | ----------- | ----------- | ----------- | ----------- | ---------- | ---------- | ---------- | ---------- | ---------- |
| 1.  | Bakery Jatta           | 188         | 15          | 4           | 0           | 207         | 25         | 4          | 0          | 0          | 29         |
| 2.  | Daniel Heuer           | 110         | 10          | 4           | 0           | 124         | 0          | 0          | 0          | 0          | 0          |
| 3.  | Moritz Heyer           | 108         | 9           | 4           | 0           | 121         | 12         | 0          | 0          | 0          | 12         |
| 4.  | Robert Glatzel         | 100         | 9           | 4           | 0           | 113         | 63         | 6          | 0          | 0          | 69         |
| 5.  | Jonas Meffert          | 97          | 7           | 4           | 0           | 108         | 3          | 0          | 0          | 0          | 3          |
| 6.  | Ludovit Reis           | 90          | 7           | 4           | 0           | 101         | 17         | 0          | 1          | 0          | 18         |
| 7.  | Miro Muheim            | 82          | 9           | 4           | 0           | 95          | 8          | 0          | 0          | 0          | 8          |
| 8.  | Sebastian Schonlau     | 97          | 9           | 4           | 0           | 90          | 5          | 1          | 0          | 0          | 6          |
| 9.  | Ransford Königsdörffer | 61          | 5           | 2           | 0           | 68          | 10         | 3          | 0          | 0          | 13         |
| 10. | László Bénes           | 60          | 4           | 0           | 0           | 64          | 19         | 2          | 0          | 0          | 21         |
| 11. | Jean-Luc Dompé         | 55          | 2           | 2           | 0           | 59          | 6          | 0          | 0          | 0          | 6          |
| 12. | Anssi Suhonen          | 47          | 3           | 1           | 0           | 51          | 2          | 0          | 0          | 0          | 2          |
| 13. | Stephan Ambrosius      | 46          | 3           | 0           | 0           | 49          | 0          | 0          | 0          | 0          | 0          |
| 14. | András Németh          | 39          | 3           | 0           | 0           | 42          | 2          | 0          | 0          | 0          | 2          |
| 15. | Immanuel Pherai        | 29          | 2           | 0           | 0           | 31          | 3          | 1          | 0          | 0          | 4          |
| 16. | Dennis Hadzikadunic    | 24          | 3           | 0           | 0           | 27          | 1          | 0          | 0          | 0          | 1          |
| 17. | Guilherme Ramos        | 22          | 3           | 0           | 0           | 25          | 1          | 0          | 0          | 0          | 1          |
| 18. | Ignace Van der Brempt  | 23          | 1           | 0           | 0           | 24          | 0          | 0          | 0          | 0          | 0          |
| 19. | Levin Öztunalı         | 19          | 3           | 0           | 0           | 22          | 0          | 0          | 0          | 0          | 0          |
| 20. | Lukasz Poręba          | 17          | 1           | 0           | 0           | 18          | 2          | 0          | 0          | 0          | 2          |
| 21. | Matheo Raab            | 15          | 3           | 0           | 0           | 18          | 0          | 0          | 0          | 0          | 0          |
| 22. | Noah Katterbach        | 17          | 0           | 0           | 0           | 17          | 0          | 0          | 0          | 0          | 0          |
| 23. | William Mikelbrencis   | 12          | 3           | 1           | 0           | 16          | 0          | 0          | 0          | 0          | 0          |
| 24. | Elijah Krahn           | 8           | 4           | 0           | 0           | 12          | 0          | 0          | 0          | 0          | 0          |
| 25. | Masaya Okugawa         | 8           | 0           | 0           | 0           | 8           | 0          | 0          | 0          | 0          | 0          |
| 26. | Tom Mickel             | 5           | 1           | 0           | 0           | 6           | 0          | 0          | 0          | 0          | 0          |
| 27. | Nicolas Oliveira       | 4           | 1           | 0           | 0           | 5           | 0          | 0          | 0          | 0          | 0          |
| 28. | Omar Megeed            | 2           | 0           | 0           | 0           | 2           | 0          | 0          | 0          | 0          | 0          |

 * Spelerstatistieken bijgewerkt tot 23 mei 2024.

## Oefenwedstrijden
|                   |                           |                |                                   |                                                           |
| 2 juli 2023 15.00 | FC Verden 04              | 2 - 3 (1 - 2)  | Hamburger SV                      | Stadion: A-Platz Hubertushain, Verden Toeschouwers: 1.300 |
| 2 juli 2023 15.00 | Austermann 5' Brandes 77' | Verslag, Video | 9' Bilbija 44' Pherai 62' Glatzel | Stadion: A-Platz Hubertushain, Verden Toeschouwers: 1.300 |
| 2 juli 2023 15.00 |                           |                |                                   | Stadion: A-Platz Hubertushain, Verden Toeschouwers: 1.300 |
| 2 juli 2023 15.00 |                           |                |                                   | Stadion: A-Platz Hubertushain, Verden Toeschouwers: 1.300 |
|                   |                           |                |                                   |                                                           |

Bijzonderheden:
- Deze oefenwedstrijd tegen een amateurclub uit de zesde divisie was reeds enige jaren geleden gepland maar werd vanwege de corona-epidemie een aantal keren uitgesteld.[51]

|                   |                                          |                |                                                  |                                                                                 |
| 7 juli 2023 18.00 | Viktoria Pilsen                          | 3 - 3 (1 - 2)  | Hamburger SV                                     | Stadion: Waldstadion, Westendorf Toeschouwers: 1.300 Scheidsrechter: David Astl |
| 7 juli 2023 18.00 | Durosinmi (pen) 44' Reznik 53' Vydra 83' | Verslag, video | 31' Glatzel (pen) 34' Öztunalı 56' Königsdörffer | Stadion: Waldstadion, Westendorf Toeschouwers: 1.300 Scheidsrechter: David Astl |
| 7 juli 2023 18.00 |                                          |                |                                                  | Stadion: Waldstadion, Westendorf Toeschouwers: 1.300 Scheidsrechter: David Astl |
| 7 juli 2023 18.00 |                                          |                |                                                  | Stadion: Waldstadion, Westendorf Toeschouwers: 1.300 Scheidsrechter: David Astl |
|                   |                                          |                |                                                  |                                                                                 |

|                    |                                                      |                |              |                                                                                             |
| 15 juli 2023 10.30 | Red Bull Salzburg                                    | 4 – 1 (3 - 1)  | Hamburger SV | Stadion: Sportzentrum Anif, Salzburg Toeschouwers: 1.000 Scheidsrechter: Sebastian Gishamer |
| 15 juli 2023 10.30 | Konaté 8' Hadzikadunic (e.d) 13' Forson 23' Nene 55' | Verslag, Video | 30' Pherai   | Stadion: Sportzentrum Anif, Salzburg Toeschouwers: 1.000 Scheidsrechter: Sebastian Gishamer |
| 15 juli 2023 10.30 |                                                      |                |              | Stadion: Sportzentrum Anif, Salzburg Toeschouwers: 1.000 Scheidsrechter: Sebastian Gishamer |
| 15 juli 2023 10.30 |                                                      |                |              | Stadion: Sportzentrum Anif, Salzburg Toeschouwers: 1.000 Scheidsrechter: Sebastian Gishamer |
|                    |                                                      |                |              |                                                                                             |

|                    |                                  |                |              |                                                                                   |
| 15 juli 2023 16.00 | Rangers FC                       | 2 – 1 (2 - 0)  | Hamburger SV | Stadion: Ibrox Stadium, Glasgow Toeschouwers: 46.542 Scheidsrechter: Kevin Clancy |
| 15 juli 2023 16.00 | Sakala 38' Tavernier (pen) 45+1' | Verslag, Video | 90+1' Dompé  | Stadion: Ibrox Stadium, Glasgow Toeschouwers: 46.542 Scheidsrechter: Kevin Clancy |
| 15 juli 2023 16.00 |                                  |                |              | Stadion: Ibrox Stadium, Glasgow Toeschouwers: 46.542 Scheidsrechter: Kevin Clancy |
| 15 juli 2023 16.00 |                                  |                |              | Stadion: Ibrox Stadium, Glasgow Toeschouwers: 46.542 Scheidsrechter: Kevin Clancy |
|                    |                                  |                |              |                                                                                   |

Bijzonderheden:
- Andras Nemeth kwam voor het eerst sinds zijn enkelbreuk in april weer in actie.[52]

|                        |              |                |                             |  |
| 6 september 2023 12.00 | Hamburger SV | 1 – 2 (0 - 2)  | FC Volendam                 |  |
| 6 september 2023 12.00 | Seifert 76'  | Verslag, Video | 22' Mühren 42' (pen) Mühren |  |
| 6 september 2023 12.00 |              |                |                             |  |
| 6 september 2023 12.00 |              |                |                             |  |
|                        |              |                |                             |  |

Bijzonderheden:
- Wedstrijd vond plaats tijdens een interlandbreak waardoor Tim Walter speelminuten gunde aan wisselspelers en een aantal jongeren uit de onder 21.[53]

|                      |                         |                |                            |                                                                                     |
| 7 januari 2024 16.30 | PSV                     | 2 - 2 (2 - 2)  | Hamburger SV               | Stadion: Marbella Football Center, Marbella Scheidsrechter: Alfredo Vazquez Hidalgo |
| 7 januari 2024 16.30 | de Jong 18' de Jong 43' | Verslag, Video | 7' Ramos 35' (pen) Glatzel | Stadion: Marbella Football Center, Marbella Scheidsrechter: Alfredo Vazquez Hidalgo |
| 7 januari 2024 16.30 |                         |                |                            | Stadion: Marbella Football Center, Marbella Scheidsrechter: Alfredo Vazquez Hidalgo |
| 7 januari 2024 16.30 |                         |                |                            | Stadion: Marbella Football Center, Marbella Scheidsrechter: Alfredo Vazquez Hidalgo |
|                      |                         |                |                            |                                                                                     |

Bijzonderheden:
- In de eerste helft werd PSV-verdediger André Ramalho met rood van het veld gestuurd. Aangezien beide ploegen met elf tegen elf door wilden spelen kwam de Braziliaan na de rust weer binnen de lijnen.[54]

|                       |                         |                |                         |                                                                              |
| 11 januari 2024 13.30 | FC Zürich               | 2 - 2 (1 - 1)  | Hamburger SV            | Stadion: Estadio Municipal de La Linea, Cádiz Scheidsrechter: Moreno Lapeira |
| 11 januari 2024 13.30 | Okita 31' Reichmuth 86' | Verslag, Video | 16' Meffert 73' Glatzel | Stadion: Estadio Municipal de La Linea, Cádiz Scheidsrechter: Moreno Lapeira |
| 11 januari 2024 13.30 |                         |                |                         | Stadion: Estadio Municipal de La Linea, Cádiz Scheidsrechter: Moreno Lapeira |
| 11 januari 2024 13.30 |                         |                |                         | Stadion: Estadio Municipal de La Linea, Cádiz Scheidsrechter: Moreno Lapeira |
|                       |                         |                |                         |                                                                              |

Bijzonderheden:
- Voor aanvang van het duel was er een minuut stilte wegens het overlijden van oud-speler Franz Beckenbauer.[55]

|                     |                            |                |              |                                |
| 20 maart 2024 14.00 | Hamburger SV               | 2 - 1 (0 - 1)  | Viborg FF    | Scheidsrechter: Luca Jürgensen |
| 20 maart 2024 14.00 | Poręba 31' Jatta 87' (pen) | Verslag, Video | 44' Grönning | Scheidsrechter: Luca Jürgensen |
| 20 maart 2024 14.00 |                            |                |              | Scheidsrechter: Luca Jürgensen |
| 20 maart 2024 14.00 |                            |                |              | Scheidsrechter: Luca Jürgensen |
|                     |                            |                |              |                                |

Bijzonderheden:
- Wedstrijd vond plaats tijdens een interlandbreak waardoor Tim Walter speelminuten gunde aan wisselspelers en een aantal jongeren uit de onder 21.

## DFB-Bokal

### 1e ronde
|                            |                                    |                    |                                            |                                                                                              |
| zo. 13 augustus 2023 13.00 | Rot-Weiss Essen                    | 3 - 3 3 - 4 (n.v.) | Hamburger SV                               | Stadion: Stadion an der Hafenstraße, Essen Toeschouwers: 33.000 Scheidsrechter: Felix Zwayer |
| zo. 13 augustus 2023 13.00 | Müsel 42' Doumbouya 56' Brumme 83' | Verslag, Video     | 37' Jatta 54' Jatta 66' Glatzel 117' Bénes | Stadion: Stadion an der Hafenstraße, Essen Toeschouwers: 33.000 Scheidsrechter: Felix Zwayer |
| zo. 13 augustus 2023 13.00 |                                    |                    |                                            | Stadion: Stadion an der Hafenstraße, Essen Toeschouwers: 33.000 Scheidsrechter: Felix Zwayer |
| zo. 13 augustus 2023 13.00 |                                    |                    |                                            | Stadion: Stadion an der Hafenstraße, Essen Toeschouwers: 33.000 Scheidsrechter: Felix Zwayer |
|                            |                                    |                    |                                            |                                                                                              |

Bijzonderheden:
- Matheo Raab speelde in plaats van vaste doelman Daniel Heuer Fernandes;
- Robert Glatzel droeg voor de eerste keer tijdens zijn verblijf bij Hamburger SV de aanvoerdersband;
- Keeper bij Rot-Weiss Essen was Jakob Golz. Hij is de zoon van oud Hamburger SV doelman Richard Golz;
- Hamburger SV kreeg een vijftal gele kaarten van scheidsrechter Felix Zwayer. Rot-Weiss Essen kreeg geen enkele kaart.

### 2e ronde
|                           |                                |                          |                                  |                                                                                    |
| di. 31 oktober 2023 20.45 | Arminia Bielefeld              | 1 - 1 (n.v.) 4 - 5 (n.s) | Hamburger SV                     | Stadion: SchücoArena, Bielefeld Toeschouwers: 26.561 Scheidsrechter: Robert Kampka |
| di. 31 oktober 2023 20.45 | Shipnoski 11'                  | Kicker, Video            | 77' Jatta                        | Stadion: SchücoArena, Bielefeld Toeschouwers: 26.561 Scheidsrechter: Robert Kampka |
| di. 31 oktober 2023 20.45 | Strafschoppen                  |                          |                                  | Stadion: SchücoArena, Bielefeld Toeschouwers: 26.561 Scheidsrechter: Robert Kampka |
| di. 31 oktober 2023 20.45 | Klos Gohlke Mizuta Großer Wörl |                          | Bénes Muheim Glatzel Krahn Heyer | Stadion: SchücoArena, Bielefeld Toeschouwers: 26.561 Scheidsrechter: Robert Kampka |
|                           |                                |                          |                                  |                                                                                    |

Bijzonderheden:
- Miro Muheim droeg voor de eerste keer tijdens zijn verblijf bij Hamburger SV de aanvoerdersband.

### Achtste finale
|                           |                                       |                          |                                         |                                                                                        |
| di. 6 december 2023 20.45 | Hertha BSC                            | 3 - 3 (n.v.) 8 - 6 (n.s) | Hamburger SV                            | Stadion: Olympiastadion, Berlijn Toeschouwers: 58.496 Scheidsrechter: Sascha Stegemann |
| di. 6 december 2023 20.45 | Reese 21' Reese 90' Kenny 120'        | Kicker, Video            | 31' Pherai 43' Bénes 102' Königsdörffer | Stadion: Olympiastadion, Berlijn Toeschouwers: 58.496 Scheidsrechter: Sascha Stegemann |
| di. 6 december 2023 20.45 | Strafschoppen                         |                          |                                         | Stadion: Olympiastadion, Berlijn Toeschouwers: 58.496 Scheidsrechter: Sascha Stegemann |
| di. 6 december 2023 20.45 | Prevljak Klemens Jindaoui Kenny Reese |                          | Bénes Muheim Glatzel Königsdörffer      | Stadion: Olympiastadion, Berlijn Toeschouwers: 58.496 Scheidsrechter: Sascha Stegemann |
|                           |                                       |                          |                                         |                                                                                        |

## 2. Bundesliga

### Speelronde 1
|                        |                                                                 |                |                                                        | |
| vr. 28 juli 2023 13.00 | Hamburger SV                                                    | 5 - 3 (1 - 2)  | Schalke 04                                             | Stadion: Volksparkstadion, Hamburg Toeschouwers: 57.000 (Uitverkocht) Scheidsrechter: Matthias Jöllenbeck |
| vr. 28 juli 2023 13.00 | Glatzel 17' Bénes (pen) 56' Bénes 60' Glatzel 90+1' Dompé 90+9' | Verslag, Video | 37' Ouédraogo 45+1' Ouwejan 66' Terodde 55'+ 71' Cissé | Stadion: Volksparkstadion, Hamburg Toeschouwers: 57.000 (Uitverkocht) Scheidsrechter: Matthias Jöllenbeck |
| vr. 28 juli 2023 13.00 |                                                                 |                |                                                        | Stadion: Volksparkstadion, Hamburg Toeschouwers: 57.000 (Uitverkocht) Scheidsrechter: Matthias Jöllenbeck |
| vr. 28 juli 2023 13.00 |                                                                 |                |                                                        | Stadion: Volksparkstadion, Hamburg Toeschouwers: 57.000 (Uitverkocht) Scheidsrechter: Matthias Jöllenbeck |
|                        |                                                                 |                |                                                        | |

Bijzonderheden:
- Wegens de afwezigheid door een blessure van Sebastian Schonlau was Jonas Meffert aanvoerder;
- Aanwinsten Ignace Van der Brempt, Guilherme Ramos, Levin Öztunalı Immanuel Pherai en jeugdspeler Nicolas Oliveira maakten hun debuut voor Hamburger SV.

### Speelronde 2
|                      |                                  |                |                       |                                                                                      |
| zo. 6 augustus 13.30 | Karlsruher SC                    | 2 - 2 (1 - 0)  | Hamburger SV          | Stadion: Wildparkstadion, Karlsruhe Toeschouwers: 33.000 Scheidsrechter: Felix Brych |
| zo. 6 augustus 13.30 | Schleusener 13' Zivzivadze 90+5' | Verslag, Video | 61' Bénes 65' Glatzel | Stadion: Wildparkstadion, Karlsruhe Toeschouwers: 33.000 Scheidsrechter: Felix Brych |
| zo. 6 augustus 13.30 |                                  |                |                       | Stadion: Wildparkstadion, Karlsruhe Toeschouwers: 33.000 Scheidsrechter: Felix Brych |
| zo. 6 augustus 13.30 |                                  |                |                       | Stadion: Wildparkstadion, Karlsruhe Toeschouwers: 33.000 Scheidsrechter: Felix Brych |
|                      |                                  |                |                       |                                                                                      |

Bijzonderheden:
- Dennis Hadzikadunic maakte zijn debuut voor Hamburger SV.

### Speelronde 3
|                       |                                         |                |            | |
| za. 19 augustus 20.30 | Hamburger SV                            | 3 - 0 (2 - 0)  | Hertha BSC | Stadion: Volksparkstadion, Hamburg Toeschouwers: 57.000 (Uitverkocht) Scheidsrechter: Frank Willenborg |
| za. 19 augustus 20.30 | Jatta 38' Bénes 45+4' (pen) Glatzel 82' | Verslag, Video |            | Stadion: Volksparkstadion, Hamburg Toeschouwers: 57.000 (Uitverkocht) Scheidsrechter: Frank Willenborg |
| za. 19 augustus 20.30 |                                         |                |            | Stadion: Volksparkstadion, Hamburg Toeschouwers: 57.000 (Uitverkocht) Scheidsrechter: Frank Willenborg |
| za. 19 augustus 20.30 |                                         |                |            | Stadion: Volksparkstadion, Hamburg Toeschouwers: 57.000 (Uitverkocht) Scheidsrechter: Frank Willenborg |
|                       |                                         |                |            | |

Bijzonderheden:
- Ludovit Reis was voor de eerste keer aanvoerder in zijn periode bij Hamburger SV.

### Speelronde 4
|                            |             |                |                     |                                                                                  |
| za. 26 augustus 2023 13.30 | Hannover 96 | 0 - 1 (0 - 0)  | Hamburger SV        | Stadion: HDI-Arena, Hannover Toeschouwers: 49.000 Scheidsrechter: Tobias Reichel |
| za. 26 augustus 2023 13.30 |             | Verslag, Video | 69' Jatta 53' Ramos | Stadion: HDI-Arena, Hannover Toeschouwers: 49.000 Scheidsrechter: Tobias Reichel |
| za. 26 augustus 2023 13.30 |             |                |                     | Stadion: HDI-Arena, Hannover Toeschouwers: 49.000 Scheidsrechter: Tobias Reichel |
| za. 26 augustus 2023 13.30 |             |                |                     | Stadion: HDI-Arena, Hannover Toeschouwers: 49.000 Scheidsrechter: Tobias Reichel |
|                            |             |                |                     |                                                                                  |

### Speelronde 5
|                            |                      |                |               | |
| zo. 3 september 2023 13.30 | Hamburger SV         | 2 - 0 (1 - 0)  | Hansa Rostock | Stadion: Volksparkstadion, Hamburg Toeschouwers: 57.000 (Uitverkocht) Scheidsrechter: Benjamin Brand |
| zo. 3 september 2023 13.30 | Reis 45+1' Bénes 48' | Verslag, Video |               | Stadion: Volksparkstadion, Hamburg Toeschouwers: 57.000 (Uitverkocht) Scheidsrechter: Benjamin Brand |
| zo. 3 september 2023 13.30 |                      |                |               | Stadion: Volksparkstadion, Hamburg Toeschouwers: 57.000 (Uitverkocht) Scheidsrechter: Benjamin Brand |
| zo. 3 september 2023 13.30 |                      |                |               | Stadion: Volksparkstadion, Hamburg Toeschouwers: 57.000 (Uitverkocht) Scheidsrechter: Benjamin Brand |
|                            |                      |                |               | |

Bijzonderheden:
- Aanvoerder Sebastian Schonlau maakte zijn comeback na een in de voorbereiding opgelopen blessure;
- HSV-huurling Jonas David maakte zijn debuut bij Hansa Rostock.

### Speelronde 6
|                             |                              |                |              | |
| za. 16 september 2023 13.00 | SV Elversberg                | 2 - 1 (1 - 0)  | Hamburger SV | Stadion: Ursapharm-Arena an der Kaiserlinde, Elversberg Toeschouwers: 10.150 Scheidsrechter: Patrick Schwengers |
| za. 16 september 2023 13.00 | Rochelt 9' Schnellbacher 60' | Verslag, Video | 89' Heyer    | Stadion: Ursapharm-Arena an der Kaiserlinde, Elversberg Toeschouwers: 10.150 Scheidsrechter: Patrick Schwengers |
| za. 16 september 2023 13.00 |                              |                |              | Stadion: Ursapharm-Arena an der Kaiserlinde, Elversberg Toeschouwers: 10.150 Scheidsrechter: Patrick Schwengers |
| za. 16 september 2023 13.00 |                              |                |              | Stadion: Ursapharm-Arena an der Kaiserlinde, Elversberg Toeschouwers: 10.150 Scheidsrechter: Patrick Schwengers |
|                             |                              |                |              | |

### Speelronde 7
|                             |                             |                |              |                                                                                             |
| za. 22 september 2023 18.30 | VfL Osnabrück               | 2 - 1 (2 - 1)  | Hamburger SV | Stadion: an der Bremer Brücke, Osnabrück Toeschouwers: 15.741 Scheidsrechter: Florian Exner |
| za. 22 september 2023 18.30 | Engelhardt 16' Diakhite 39' | Verslag, Video | 12' Glatzel  | Stadion: an der Bremer Brücke, Osnabrück Toeschouwers: 15.741 Scheidsrechter: Florian Exner |
| za. 22 september 2023 18.30 |                             |                |              | Stadion: an der Bremer Brücke, Osnabrück Toeschouwers: 15.741 Scheidsrechter: Florian Exner |
| za. 22 september 2023 18.30 |                             |                |              | Stadion: an der Bremer Brücke, Osnabrück Toeschouwers: 15.741 Scheidsrechter: Florian Exner |
|                             |                             |                |              |                                                                                             |

Bijzonderheden:
- Aanvoerder Sebastian Schonlau ontbrak wegens een terugval met zijn blessure.[56]

### Speelronde 8
|                             |                 |                |                     |                                                                                      |
| vr. 29 september 2023 18.30 | Hamburger SV    | 1 - 0 (0 - 0)  | Fortuna Düsseldorf  | Stadion: Volksparkstadion, Hamburg Toeschouwers: 56.100 Scheidsrechter: Felix Zwayer |
| vr. 29 september 2023 18.30 | Bénes (pen) 83' | Verslag, Video | 74'+ 76' Zimmermann | Stadion: Volksparkstadion, Hamburg Toeschouwers: 56.100 Scheidsrechter: Felix Zwayer |
| vr. 29 september 2023 18.30 |                 |                |                     | Stadion: Volksparkstadion, Hamburg Toeschouwers: 56.100 Scheidsrechter: Felix Zwayer |
| vr. 29 september 2023 18.30 |                 |                |                     | Stadion: Volksparkstadion, Hamburg Toeschouwers: 56.100 Scheidsrechter: Felix Zwayer |
|                             |                 |                |                     |                                                                                      |

### Speelronde 9
|                          |                 |                |              |                                                                                          |
| za. 7 oktober 2023 13.00 | Wehen Wiesbaden | 1 - 1 (0 - 0)  | Hamburger SV | Stadion: Brita-Arena, Wiesbaden Toeschouwers: 12.100 Scheidsrechter: Wolfgang Haslberger |
| za. 7 oktober 2023 13.00 | Vukotic 81'     | Verslag, Video | 89' Muheim   | Stadion: Brita-Arena, Wiesbaden Toeschouwers: 12.100 Scheidsrechter: Wolfgang Haslberger |
| za. 7 oktober 2023 13.00 |                 |                |              | Stadion: Brita-Arena, Wiesbaden Toeschouwers: 12.100 Scheidsrechter: Wolfgang Haslberger |
| za. 7 oktober 2023 13.00 |                 |                |              | Stadion: Brita-Arena, Wiesbaden Toeschouwers: 12.100 Scheidsrechter: Wolfgang Haslberger |
|                          |                 |                |              |                                                                                          |

Bijzonderheden:
- In de achtste minuut van de blessuretijd mistte László Bénes een strafschop.

### Speelronde 10
|                           |                           |                |                |                                                                                         |
| za. 21 oktober 2023 13.00 | Hamburger SV              | 2 - 0 (2 - 0)  | Greuther Fürth | Stadion: Volksparkstadion, Hamburg Toeschouwers: 55.800 Scheidsrechter: Robert Schröder |
| za. 21 oktober 2023 13.00 | Meffert 16' Glatzel 45+4' | Verslag, Video |                | Stadion: Volksparkstadion, Hamburg Toeschouwers: 55.800 Scheidsrechter: Robert Schröder |
| za. 21 oktober 2023 13.00 |                           |                |                | Stadion: Volksparkstadion, Hamburg Toeschouwers: 55.800 Scheidsrechter: Robert Schröder |
| za. 21 oktober 2023 13.00 |                           |                |                | Stadion: Volksparkstadion, Hamburg Toeschouwers: 55.800 Scheidsrechter: Robert Schröder |
|                           |                           |                |                |                                                                                         |

Bijzonderheden:
- Zowel Ignace Van der Brempt, Ludovit Reis als Jean-Luc Dompé verlieten geblesseerd het veld waarvan de eerste twee reeds binnen 15 minuten.
- Daniel Heuer Fernandes stopte in de 72e minuut een strafschop van Branimir Hrgota.

### Speelronde 11
|                           |                                |                |                                    | |
| za. 28 oktober 2023 20.30 | 1. FC Kaiserslautern           | 3 - 3 (2 - 1)  | Hamburger SV                       | Stadion: Fritz Walter Stadion, Kaiserslautern Toeschouwers: 49.327 Scheidsrechter: Florian Badstübner |
| za. 28 oktober 2023 20.30 | Tomiak 13' Ritter 24' Boyd 54' | Verslag, Video | 10' Glatzel 65' Glatzel 65' Muheim | Stadion: Fritz Walter Stadion, Kaiserslautern Toeschouwers: 49.327 Scheidsrechter: Florian Badstübner |
| za. 28 oktober 2023 20.30 |                                |                |                                    | Stadion: Fritz Walter Stadion, Kaiserslautern Toeschouwers: 49.327 Scheidsrechter: Florian Badstübner |
| za. 28 oktober 2023 20.30 |                                |                |                                    | Stadion: Fritz Walter Stadion, Kaiserslautern Toeschouwers: 49.327 Scheidsrechter: Florian Badstübner |
|                           |                                |                |                                    | |

### Speelronde 12
|                           |                    |                |                 |                                                                                       |
| za. 4 november 2023 13.00 | Hamburger SV       | 2 - 0 (1 - 0)  | 1. FC Magdeburg | Stadion: Volksparkstadion, Hamburg Toeschouwers: 56.800 Scheidsrechter: Florian Exner |
| za. 4 november 2023 13.00 | Bénes 9' Jatta 71' | Verslag, Video | 78' Elfadli     | Stadion: Volksparkstadion, Hamburg Toeschouwers: 56.800 Scheidsrechter: Florian Exner |
| za. 4 november 2023 13.00 |                    |                |                 | Stadion: Volksparkstadion, Hamburg Toeschouwers: 56.800 Scheidsrechter: Florian Exner |
| za. 4 november 2023 13.00 |                    |                |                 | Stadion: Volksparkstadion, Hamburg Toeschouwers: 56.800 Scheidsrechter: Florian Exner |
|                           |                    |                |                 |                                                                                       |

Bijzonderheden:
- Lukasz Poręba maakte zijn debuut voor Hamburger SV.

### Speelronde 13
|                            |                                                  |                |                         |                                                                                    |
| za. 11 november 2023 13.00 | Holstein Kiel                                    | 4 - 2 (1 - 0)  | Hamburger SV            | Stadion: Holstein-Stadion, Kiel Toeschouwers: 15.034 Scheidsrechter: Deniz Aytekin |
| za. 11 november 2023 13.00 | Skrzybski 20' Pichler 57' Porath 83' Sterner 88' | Verslag, Video | 71' Glatzel 80' Glatzel | Stadion: Holstein-Stadion, Kiel Toeschouwers: 15.034 Scheidsrechter: Deniz Aytekin |
| za. 11 november 2023 13.00 |                                                  |                |                         | Stadion: Holstein-Stadion, Kiel Toeschouwers: 15.034 Scheidsrechter: Deniz Aytekin |
| za. 11 november 2023 13.00 |                                                  |                |                         | Stadion: Holstein-Stadion, Kiel Toeschouwers: 15.034 Scheidsrechter: Deniz Aytekin |
|                            |                                                  |                |                         |                                                                                    |

Bijzonderheden:
- Robert Glatzel scoorde zijn 10e doelpunt van dit seizoen;
- Dennis Hadzikadunic kreeg zijn vijfde gele kaart waardoor er een wedstrijd schorsing volgde.

### Speelronde 14
|                            |                      |                |                        |                                                                                   |
| vr. 24 november 2023 18.30 | Hamburger SV         | 2 - 1 (2 - 0)  | Eintracht Braunschweig | Stadion: Volksparkstadion, Hamburg Toeschouwers: 55.879 Scheidsrechter: Max Burda |
| vr. 24 november 2023 18.30 | Ramos 25' Pherai 26' | Verslag, Video | 62' Kaufmann           | Stadion: Volksparkstadion, Hamburg Toeschouwers: 55.879 Scheidsrechter: Max Burda |
| vr. 24 november 2023 18.30 |                      |                |                        | Stadion: Volksparkstadion, Hamburg Toeschouwers: 55.879 Scheidsrechter: Max Burda |
| vr. 24 november 2023 18.30 |                      |                |                        | Stadion: Volksparkstadion, Hamburg Toeschouwers: 55.879 Scheidsrechter: Max Burda |
|                            |                      |                |                        |                                                                                   |

Bijzonderheden:
- Guilherme Ramos en Immanuel Pherai maakten hun eerste doelpunt voor Hamburger SV;
- Bakkery Jatta kreeg zijn vijfde gele kaart waardoor er een wedstrijd schorsing volgde.

### Speelronde 15
|                           |                                       |                |                        |                                                                                        |
| vr. 1 december 2023 18.30 | FC St. Pauli                          | 2 - 2 (2 - 0)  | Hamburger SV           | Stadion: Millerntor-Stadion, Hamburg Toeschouwers: 29.153 Scheidsrechter: Felix Zwayer |
| vr. 1 december 2023 18.30 | Irvine 15' Heuer Fernandes (e.d.) 27' | Verslag, Video | 58' Glatzel 60' Pherai | Stadion: Millerntor-Stadion, Hamburg Toeschouwers: 29.153 Scheidsrechter: Felix Zwayer |
| vr. 1 december 2023 18.30 |                                       |                |                        | Stadion: Millerntor-Stadion, Hamburg Toeschouwers: 29.153 Scheidsrechter: Felix Zwayer |
| vr. 1 december 2023 18.30 |                                       |                |                        | Stadion: Millerntor-Stadion, Hamburg Toeschouwers: 29.153 Scheidsrechter: Felix Zwayer |
|                           |                                       |                |                        |                                                                                        |

Bijzonderheden:
- Ignace Van der Brempt maakte zijn comeback na zijn blessure. Hij ontbrak hierdoor vier wedstrijden.
- Jonas Meffert kreeg zijn vijfde gele kaart waardoor er een wedstrijd schorsing volgde.

### Speelronde 16
|                           |                      |               |                       |                                                                                           |
| za. 9 december 2023 13.00 | Hamburger SV         | 1 - 2 (1 - 1) | SC Paderborn 07       | Stadion: Volksparkstadion, Hamburg Toeschouwers: 52.244 Scheidsrechter: Christian Dingert |
| za. 9 december 2023 13.00 | Bénes 10' 53' Muheim | Verslag       | 20' Bilbija 58' Ansah | Stadion: Volksparkstadion, Hamburg Toeschouwers: 52.244 Scheidsrechter: Christian Dingert |
| za. 9 december 2023 13.00 |                      |               |                       | Stadion: Volksparkstadion, Hamburg Toeschouwers: 52.244 Scheidsrechter: Christian Dingert |
| za. 9 december 2023 13.00 |                      |               |                       | Stadion: Volksparkstadion, Hamburg Toeschouwers: 52.244 Scheidsrechter: Christian Dingert |
|                           |                      |               |                       |                                                                                           |

Bijzonderheden:
- Aanvoerder Sebastian Schonlau maakte zijn comeback na een in de voorbereiding opgelopen blessure;
- Voormalig Hamburger-SV speler Filip Bilbija scoorde tegen zijn oude club;
- Moritz Heyer kreeg zijn vijfde gele kaart waardoor er een wedstrijd schorsing volgde.

### Speelronde 17
|                            |                |                |                       |                                                                                            |
| za. 16 december 2023 13.00 | 1. FC Nürnberg | 0 - 2 (0 - 0)  | Hamburger SV          | Stadion: Max-Morlock-Stadion, Nürnberg Toeschouwers: 41.276 Scheidsrechter: Tobias Reichel |
| za. 16 december 2023 13.00 |                | Verslag, Video | 80' Glatzel 58' Dompé | Stadion: Max-Morlock-Stadion, Nürnberg Toeschouwers: 41.276 Scheidsrechter: Tobias Reichel |
| za. 16 december 2023 13.00 |                |                |                       | Stadion: Max-Morlock-Stadion, Nürnberg Toeschouwers: 41.276 Scheidsrechter: Tobias Reichel |
| za. 16 december 2023 13.00 |                |                |                       | Stadion: Max-Morlock-Stadion, Nürnberg Toeschouwers: 41.276 Scheidsrechter: Tobias Reichel |
|                            |                |                |                       |                                                                                            |

### Speelronde 18
|                           |            |                |                      |                                                                                           |
| za. 20 januari 2024 20.30 | Schalke 04 | 0 - 2 (0 - 2)  | Hamburger SV         | Stadion: Veltins-Arena, Gelsenkirchen Toeschouwers: 61.992 Scheidsrechter: Sven Jablonski |
| za. 20 januari 2024 20.30 |            | Verslag, Video | 22' Pherai 35' Bénes | Stadion: Veltins-Arena, Gelsenkirchen Toeschouwers: 61.992 Scheidsrechter: Sven Jablonski |
| za. 20 januari 2024 20.30 |            |                |                      | Stadion: Veltins-Arena, Gelsenkirchen Toeschouwers: 61.992 Scheidsrechter: Sven Jablonski |
| za. 20 januari 2024 20.30 |            |                |                      | Stadion: Veltins-Arena, Gelsenkirchen Toeschouwers: 61.992 Scheidsrechter: Sven Jablonski |
|                           |            |                |                      |                                                                                           |

Bijzonderheden:
- Masaya Okugawa maakte zijn debuut voor Hamburger SV.

### Speelronde 19
|                           |                                 |               |                                                       |                                                                                         |
| zo. 28 januari 2024 13.30 | Hamburger SV                    | 3 - 4 (2 - 2) | Karlsruher SC                                         | Stadion: Volksparkstadion, Hamburg Toeschouwers: 51.776 Scheidsrechter: Robert Schröder |
| zo. 28 januari 2024 13.30 | Jatta 33' Bénes 35' Glatzel 62' | Verslag       | 3' Matanović 5' Matanović 46' Zivzivadze 81' Wanitzek | Stadion: Volksparkstadion, Hamburg Toeschouwers: 51.776 Scheidsrechter: Robert Schröder |
| zo. 28 januari 2024 13.30 |                                 |               |                                                       | Stadion: Volksparkstadion, Hamburg Toeschouwers: 51.776 Scheidsrechter: Robert Schröder |
| zo. 28 januari 2024 13.30 |                                 |               |                                                       | Stadion: Volksparkstadion, Hamburg Toeschouwers: 51.776 Scheidsrechter: Robert Schröder |
|                           |                                 |               |                                                       |                                                                                         |

Bijzonderheden:
- László Bénes maakte zijn tiende competitiedoelpunt van dit seizoen.

### Speelronde 20
|                           |               |                |                     |                                                                                       |
| za. 3 februari 2024 20.30 | Hertha BSC    | 1 - 2 (0 - 0)  | Hamburger SV        | Stadion: Olympiastadion, Berlijn Toeschouwers: 58.013 Scheidsrechter: Daniel Schlager |
| za. 3 februari 2024 20.30 | Tabaković 62' | Verslag, Video | 57' Muheim 82' Reis | Stadion: Olympiastadion, Berlijn Toeschouwers: 58.013 Scheidsrechter: Daniel Schlager |
| za. 3 februari 2024 20.30 |               |                |                     | Stadion: Olympiastadion, Berlijn Toeschouwers: 58.013 Scheidsrechter: Daniel Schlager |
| za. 3 februari 2024 20.30 |               |                |                     | Stadion: Olympiastadion, Berlijn Toeschouwers: 58.013 Scheidsrechter: Daniel Schlager |
|                           |               |                |                     |                                                                                       |

Bijzonderheden:
- Wegens protesten tegen de invloed van investeerders in de DFL werd de wedstrijd 32 minuten onderbroken nadat fans tennisballen op het veld hadden gegooid.

### Speelronde 21
|                            |                                                                           |                |                                                      |                                                                                      |
| za. 10 februari 2024 18.30 | Hamburger SV                                                              | 3 - 4 (1 - 3)  | Hannover 96                                          | Stadion: Volksparkstadion, Hamburg Toeschouwers: 57.000 Scheidsrechter: Sören Storks |
| za. 10 februari 2024 18.30 | Bénes 24' Hadzikadunic 47' Glatzel 86' 88' Bénes 78'+ 90+15' Hadzikadunic | Verslag, Video | 11' Tresoldi 21' Ramos (e.d.) 46' Schaub 90+8' Ernst | Stadion: Volksparkstadion, Hamburg Toeschouwers: 57.000 Scheidsrechter: Sören Storks |
| za. 10 februari 2024 18.30 |                                                                           |                |                                                      | Stadion: Volksparkstadion, Hamburg Toeschouwers: 57.000 Scheidsrechter: Sören Storks |
| za. 10 februari 2024 18.30 |                                                                           |                |                                                      | Stadion: Volksparkstadion, Hamburg Toeschouwers: 57.000 Scheidsrechter: Sören Storks |
|                            |                                                                           |                |                                                      |                                                                                      |

Bijzonderheden:
- Na eerder zijn debuut voor Hamburger SV in de DFB-pokal te hebben gemaakt speelde doelman Matheo Raab zijn eerste competitiewedstrijd;
- Dennis Hadzikadunic maakte zijn eerste doelpunt voor Hamburger SV;
- Voormalig Hamburger SV-speler Louis Schaub scoorde tegen zijn oude club.

### Speelronde 22
|                            |                          |                |                       |                                                                                   |
| za. 17 februari 2024 13.00 | Hansa Rostock            | 2 - 2 (0 - 1)  | Hamburger SV          | Stadion: Ostseestadion, Rostock Toeschouwers: 27.500 Scheidsrechter: Felix Zwayer |
| za. 17 februari 2024 13.00 | Perea 50' Gudjohnsen 82' | Verslag, Video | 34' Dompé 86' Glatzel | Stadion: Ostseestadion, Rostock Toeschouwers: 27.500 Scheidsrechter: Felix Zwayer |
| za. 17 februari 2024 13.00 |                          |                |                       | Stadion: Ostseestadion, Rostock Toeschouwers: 27.500 Scheidsrechter: Felix Zwayer |
| za. 17 februari 2024 13.00 |                          |                |                       | Stadion: Ostseestadion, Rostock Toeschouwers: 27.500 Scheidsrechter: Felix Zwayer |
|                            |                          |                |                       |                                                                                   |

Bijzonderheden:
- Na het ontslag van Tim Walter zat Merlin Polzin als interim hoofdcoach op de bank;
- Noah Katterbach vierde zijn comeback bij Hamburger SV;
- Guilherme Ramos kreeg zijn vijfde gele kaart waardoor er een wedstrijd schorsing volgde;
- Robert Glatzel maakte zijn 15e competitiedoelpunt van dit seizoen.

### Speelronde 23
|                            |                   |                |               |                                                                                     |
| zo. 25 februari 2024 13.30 | Hamburger SV      | 1 - 0 (0 - 0)  | SV Elversberg | Stadion: Volksparkstadion, Hamburg Toeschouwers: 54.190 Scheidsrechter: Harm Osmers |
| zo. 25 februari 2024 13.30 | Königsdörffer 53' | Verslag, Video |               | Stadion: Volksparkstadion, Hamburg Toeschouwers: 54.190 Scheidsrechter: Harm Osmers |
| zo. 25 februari 2024 13.30 |                   |                |               | Stadion: Volksparkstadion, Hamburg Toeschouwers: 54.190 Scheidsrechter: Harm Osmers |
| zo. 25 februari 2024 13.30 |                   |                |               | Stadion: Volksparkstadion, Hamburg Toeschouwers: 54.190 Scheidsrechter: Harm Osmers |
|                            |                   |                |               |                                                                                     |

Bijzonderheden:
- Steffen Baumgart maakte als trainer zijn debuut.

### Speelronde 24
|                        |                     |                |                                             |                                                                                        |
| za. 2 maart 2024 13.30 | Hamburger SV        | 1 - 2 (1 - 1)  | VfL Osnabrück                               | Stadion: Volksparkstadion, Hamburg Toeschouwers: 57.000 Scheidsrechter: Richard Hempel |
| za. 2 maart 2024 13.30 | Glatzel (pen) 45+2' | Verslag, Video | 6' Kunze 89' (pen) Cuisance 45'+ 76' Gyamfi | Stadion: Volksparkstadion, Hamburg Toeschouwers: 57.000 Scheidsrechter: Richard Hempel |
| za. 2 maart 2024 13.30 |                     |                |                                             | Stadion: Volksparkstadion, Hamburg Toeschouwers: 57.000 Scheidsrechter: Richard Hempel |
| za. 2 maart 2024 13.30 |                     |                |                                             | Stadion: Volksparkstadion, Hamburg Toeschouwers: 57.000 Scheidsrechter: Richard Hempel |
|                        |                     |                |                                             |                                                                                        |

### Speelronde 25
|                        |                      |                |                |                                                                                              |
| za. 9 maart 2024 18.30 | Fortuna Düsseldorf   | 2 - 0 (1 - 0)  | Hamburger SV   | Stadion: Merkur Spiel-Arena, Düsseldorf Toeschouwers: 52.000 Scheidsrechter: Martin Petersen |
| za. 9 maart 2024 18.30 | Klaus 11' Tzolis 63' | Verslag, Video | 27'+ 51' Heyer | Stadion: Merkur Spiel-Arena, Düsseldorf Toeschouwers: 52.000 Scheidsrechter: Martin Petersen |
| za. 9 maart 2024 18.30 |                      |                |                | Stadion: Merkur Spiel-Arena, Düsseldorf Toeschouwers: 52.000 Scheidsrechter: Martin Petersen |
| za. 9 maart 2024 18.30 |                      |                |                | Stadion: Merkur Spiel-Arena, Düsseldorf Toeschouwers: 52.000 Scheidsrechter: Martin Petersen |
|                        |                      |                |                |                                                                                              |

Bijzonderheden:
- Hamburger SV wist voor het eerst in 30 wedstrijden niet te scoren;
- Jonas Meffert speelde zijn 100ste wedstrijd voor Hamburger SV.[57]

### Speelronde 26
|                         |                                        |                |                 |                                                                                         |
| za. 16 maart 2024 13.30 | Hamburger SV                           | 3 - 0 (1 - 0)  | Wehen Wiesbaden | Stadion: Volksparkstadion, Hamburg Toeschouwers: 55.523 Scheidsrechter: Bastian Dankert |
| za. 16 maart 2024 13.30 | Muheim 32' Bénes 51' Königsdörffer 85' | Verslag, Video |                 | Stadion: Volksparkstadion, Hamburg Toeschouwers: 55.523 Scheidsrechter: Bastian Dankert |
| za. 16 maart 2024 13.30 |                                        |                |                 | Stadion: Volksparkstadion, Hamburg Toeschouwers: 55.523 Scheidsrechter: Bastian Dankert |
| za. 16 maart 2024 13.30 |                                        |                |                 | Stadion: Volksparkstadion, Hamburg Toeschouwers: 55.523 Scheidsrechter: Bastian Dankert |
|                         |                                        |                |                 |                                                                                         |

Bijzonderheden:
- László Bénes gaf zijn tiende assist van het seizoen.
- Bakary Jatta speelde zijn 200ste officiële wedstrijd voor Hamburger SV.[58]

### Speelronde 27
|                         |                      |               |              |                                                                                   |
| zo. 31 maart 2024 13.30 | SpVgg Greuther Fürth | 1 - 1 (0 - 0) | Hamburger SV | Stadion: Sportpark Ronhof, Fürth Toeschouwers: 15.835 Scheidsrechter: Tobias Welz |
| zo. 31 maart 2024 13.30 | Consbruch 77'        | Verslag       | 56' Muheim   | Stadion: Sportpark Ronhof, Fürth Toeschouwers: 15.835 Scheidsrechter: Tobias Welz |
| zo. 31 maart 2024 13.30 |                      |               |              | Stadion: Sportpark Ronhof, Fürth Toeschouwers: 15.835 Scheidsrechter: Tobias Welz |
| zo. 31 maart 2024 13.30 |                      |               |              | Stadion: Sportpark Ronhof, Fürth Toeschouwers: 15.835 Scheidsrechter: Tobias Welz |
|                         |                      |               |              |                                                                                   |

Bijzonderheden:
- Miro Muheim kreeg zijn vijfde gele kaart waardoor er een wedstrijd schorsing volgde.

### Speelronde 28
|                        |                      |                |                      |                                                                                       |
| za. 6 april 2024 13.00 | Hamburger SV         | 2 - 1 (1 - 1)  | 1. FC Kaiserslautern | Stadion: Volksparkstadion, Hamburg Toeschouwers: 57.000 Scheidsrechter: Deniz Aytekin |
| za. 6 april 2024 13.00 | Bénes 34' Poręba 60' | Verslag, Video | 45+1' Ache           | Stadion: Volksparkstadion, Hamburg Toeschouwers: 57.000 Scheidsrechter: Deniz Aytekin |
| za. 6 april 2024 13.00 |                      |                |                      | Stadion: Volksparkstadion, Hamburg Toeschouwers: 57.000 Scheidsrechter: Deniz Aytekin |
| za. 6 april 2024 13.00 |                      |                |                      | Stadion: Volksparkstadion, Hamburg Toeschouwers: 57.000 Scheidsrechter: Deniz Aytekin |
|                        |                      |                |                      |                                                                                       |

Bijzonderheden:
- Lukasz Poręba maakte zijn eerste doelpunt voor Hamburger SV

### Speelronde 29
|                         |                                   |                |                                      |                                                                                   |
| zo. 11 april 2024 13.30 | 1. FC Magdeburg                   | 2 - 2 (2 - 0)  | Hamburger SV                         | Stadion: MDCC-Arena, Magdeburg Toeschouwers: 27.090 Scheidsrechter: Robert Kampka |
| zo. 11 april 2024 13.30 | El Hankouri 26' El Hankouri 45+7' | Verslag, Video | 68' Schonlau 90+4' Meffert 24' Ramos | Stadion: MDCC-Arena, Magdeburg Toeschouwers: 27.090 Scheidsrechter: Robert Kampka |
| zo. 11 april 2024 13.30 |                                   |                |                                      | Stadion: MDCC-Arena, Magdeburg Toeschouwers: 27.090 Scheidsrechter: Robert Kampka |
| zo. 11 april 2024 13.30 |                                   |                |                                      | Stadion: MDCC-Arena, Magdeburg Toeschouwers: 27.090 Scheidsrechter: Robert Kampka |
|                         |                                   |                |                                      |                                                                                   |

### Speelronde 30
|                    |              |                |                           |                                                                                          |
| za. 20 april 20.30 | Hamburger SV | 0 - 1 (0 - 0)  | Holstein Kiel             | Stadion: Volksparkstadion, Hamburg Toeschouwers: 57.000 Scheidsrechter: Sascha Stegemann |
| za. 20 april 20.30 |              | Verslag, Video | 68' Rothe 72'+ 73' Holtby | Stadion: Volksparkstadion, Hamburg Toeschouwers: 57.000 Scheidsrechter: Sascha Stegemann |
| za. 20 april 20.30 |              |                |                           | Stadion: Volksparkstadion, Hamburg Toeschouwers: 57.000 Scheidsrechter: Sascha Stegemann |
| za. 20 april 20.30 |              |                |                           | Stadion: Volksparkstadion, Hamburg Toeschouwers: 57.000 Scheidsrechter: Sascha Stegemann |
|                    |              |                |                           |                                                                                          |

### Speelronde 31
|                         |                        |               |                                           |                                                                                              |
| za. 27 april 2024 13.00 | Eintracht Braunschweig | 0 - 4 (0 - 2) | Hamburger SV                              | Stadion: Eintracht-Stadion, Braunschweig Toeschouwers: 22.167 Scheidsrechter: Daniel Siebert |
| za. 27 april 2024 13.00 |                        | Verslag,      | 9' Glatzel 22' Glatzel 69' Jatta 84' Reis | Stadion: Eintracht-Stadion, Braunschweig Toeschouwers: 22.167 Scheidsrechter: Daniel Siebert |
| za. 27 april 2024 13.00 |                        |               |                                           | Stadion: Eintracht-Stadion, Braunschweig Toeschouwers: 22.167 Scheidsrechter: Daniel Siebert |
| za. 27 april 2024 13.00 |                        |               |                                           | Stadion: Eintracht-Stadion, Braunschweig Toeschouwers: 22.167 Scheidsrechter: Daniel Siebert |
|                         |                        |               |                                           |                                                                                              |

### Speelronde 32
|                      |              |                |                   |                                                                                             |
| vr. 3 mei 2024 18.30 | Hamburger SV | 1 - 0 (0 - 0)  | FC St. Pauli      | Stadion: Volksparkstadion, Hamburg Toeschouwers: 57.000 Scheidsrechter: Matthias Jöllenbeck |
| vr. 3 mei 2024 18.30 | Glatzel 85'  | Verslag, Video | 79'+ 97' Saliakas | Stadion: Volksparkstadion, Hamburg Toeschouwers: 57.000 Scheidsrechter: Matthias Jöllenbeck |
| vr. 3 mei 2024 18.30 |              |                |                   | Stadion: Volksparkstadion, Hamburg Toeschouwers: 57.000 Scheidsrechter: Matthias Jöllenbeck |
| vr. 3 mei 2024 18.30 |              |                |                   | Stadion: Volksparkstadion, Hamburg Toeschouwers: 57.000 Scheidsrechter: Matthias Jöllenbeck |
|                      |              |                |                   |                                                                                             |

Bijzonderheden:
- In de 97e minuut miste Ludovit Reis een strafschop;
- Jonas Meffert kreeg zijn tiende gele kaart waardoor er een wedstrijd schorsing volgde.

### Speelronde 33
|                       |                 |               |              |                                                                                             |
| vr. 10 mei 2024 18.30 | SC Paderborn 07 | 1 - 0 (1 - 0) | Hamburger SV | Stadion: Home Deluxe Arena, Paderborn Toeschouwers: 15.000 Scheidsrechter: Frank Willenborg |
| vr. 10 mei 2024 18.30 | Kostons 7'      | Verslag       |              | Stadion: Home Deluxe Arena, Paderborn Toeschouwers: 15.000 Scheidsrechter: Frank Willenborg |
| vr. 10 mei 2024 18.30 |                 |               |              | Stadion: Home Deluxe Arena, Paderborn Toeschouwers: 15.000 Scheidsrechter: Frank Willenborg |
| vr. 10 mei 2024 18.30 |                 |               |              | Stadion: Home Deluxe Arena, Paderborn Toeschouwers: 15.000 Scheidsrechter: Frank Willenborg |
|                       |                 |               |              |                                                                                             |

Bijzonderheden:
- Ludovit Reis speelde zijn 100ste officiële wedstrijd voor Hamburger SV.[59]
- Door deze nederlaag werd het niet meer mogelijk om op de derde plaats terecht te komen waardoor de kans op promotie naar de Bundesliga was verspeeld.

### Speelronde 34
|                       |                                                 |               |                |                                                                                      |
| zo. 19 mei 2024 15.30 | Hamburger SV                                    | 4 - 1 (3 - 0) | 1. FC Nürnberg | Stadion: Volksparkstadion, Hamburg Toeschouwers: 57.000 Scheidsrechter: Arne Aarnink |
| zo. 19 mei 2024 15.30 | Glatzel 6' Poręba 22' Glatzel 28' Glatzel 90+5' | Verslag       | 16' Schleimer  | Stadion: Volksparkstadion, Hamburg Toeschouwers: 57.000 Scheidsrechter: Arne Aarnink |
| zo. 19 mei 2024 15.30 |                                                 |               |                | Stadion: Volksparkstadion, Hamburg Toeschouwers: 57.000 Scheidsrechter: Arne Aarnink |
| zo. 19 mei 2024 15.30 |                                                 |               |                | Stadion: Volksparkstadion, Hamburg Toeschouwers: 57.000 Scheidsrechter: Arne Aarnink |
|                       |                                                 |               |                |                                                                                      |

Bijzonderheden:
- Robert Glatzel scoorde zijn eerste hattrick in dienst van Hamburger SV.